# 車爆弾

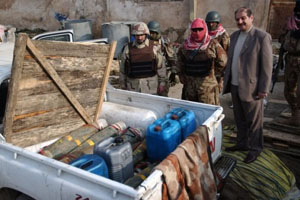
ピックアップ・トラックの荷台に多数の砲弾などを隠した車爆弾。

車爆弾（くるまばくだん）は、自動車に設置された爆発物、または爆発物が設置された自動車のことを指す。英語では"Car bomb"と言う。同様の意味で、アメリカ軍などでは車両に搭載・設置されたIED（即席爆発装置）の事をVBIED（Vehicle Borne IED/車両運搬式即席爆発装置）と呼んでいる。

## 概要
起爆方法として、時限式、遠隔式、対人センサー式、車の中の人物による直接操作がある。建物に対する攻撃に用いられることが多いが、走行中の車列に対して行われることもある。大量の爆発物を容易に運ぶことができ、また、比較的監視の目をくぐりやすいことから、車爆弾はテロやゲリラ、暗殺に多用される。安価な自動車が用いられることが多いが、突入を阻止するためのバリケードを突破する能力が高く、より多くの爆発物を運搬することができるトラックが用いられることも多い。オートバイや自転車も、この目的のために使われたことがある。

## 実際の使用例

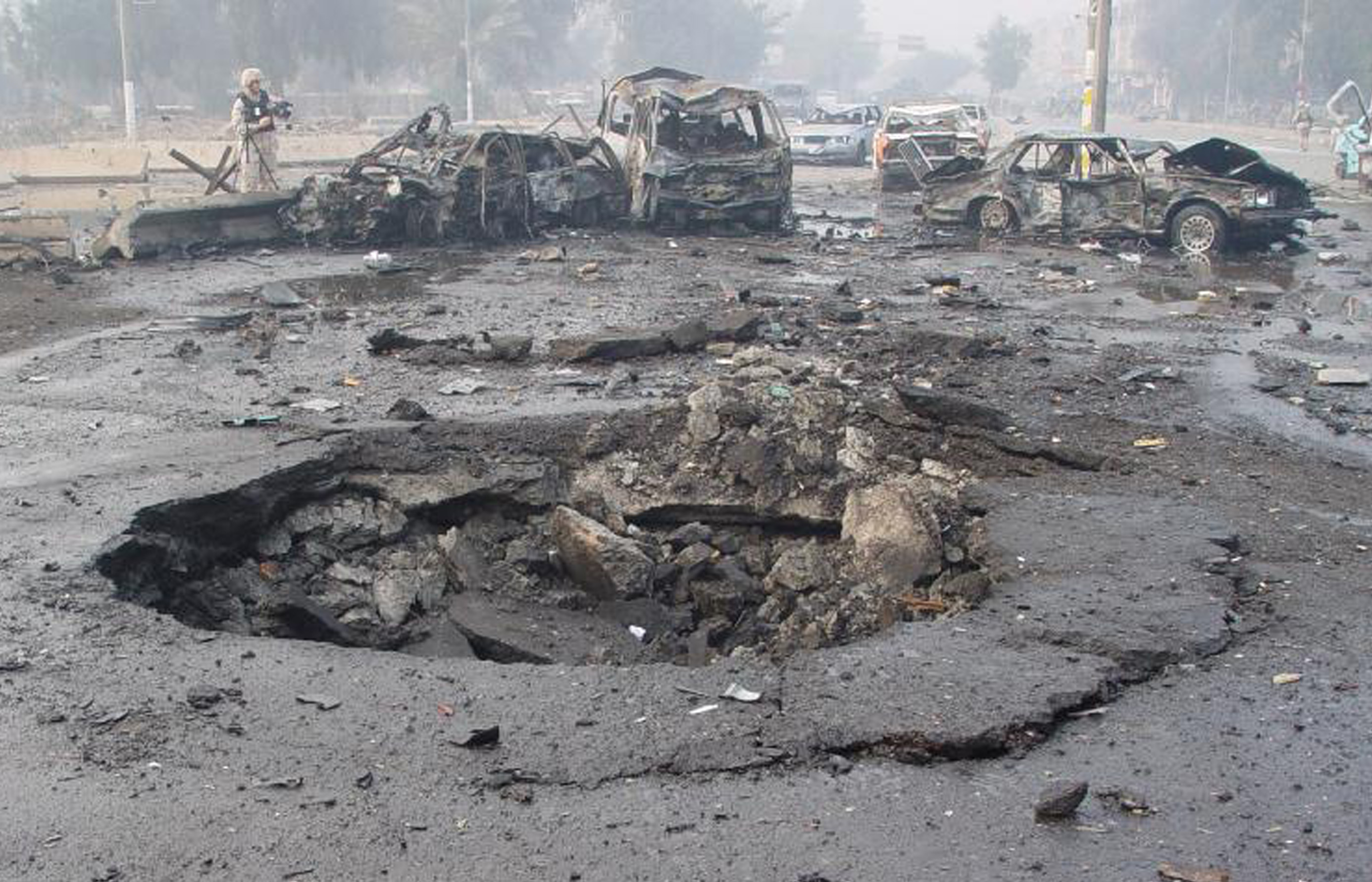
イラク戦争中に起きた自動車爆弾テロ事件

1995年4月19日に起こったティモシー・マクベイらによるオクラホマシティ連邦政府ビル爆破事件では、爆薬を満載した 2t トラックが使用され、168人が死亡、500人以上が負傷した。また、レバノン内戦においては製造の容易さ、効果的なダメージ（特に心理的）を与える事ができることから、様々な宗派の民兵組織や海外の情報機関が多用した。要人が死亡もしくは重傷を負うケースが発生した。
自爆テロとして車爆弾を実行する場合には、複数台の車を同時に目標建物に突入させ、激突後に起爆させる方法がよく用いられる。暗殺を目的とする場合には、要人が搭乗する車の下部に爆発物を設置し、搭乗を確認した後に遠隔操作で爆破する。要人が車に近づいた時や、エンジンをかけたときに爆発するように仕組まれている場合もある。テレビ報道などで長い棒の先に着けた鏡で車の下を調べているのは、これを防ぐためである。
車爆弾が発見された場合には、警備側は当該車両を建物から遠ざけ、コンクリート製の障害物で周辺道路を塞ぐなどの緊急措置をとる。重要建築物では、車爆弾を見越してあらかじめ建物を強化しておくこともある。
2024年10月19日に東京都千代田区霞ヶ関の自民党本部に火炎瓶を投げた上、首相官邸に車で突っ込んで警備中の警察官に高圧洗浄機を噴射したとして、警視庁が男を公務執行妨害の現行犯で逮捕した。同庁公安部によると、男が使用した車の中からガソリンなどが積載されたポリタンクが見つかる。また日本でVBIEDを使用した事件では初とみられる。

## 関連書籍
- マイク・デイヴィス『自動車爆弾の歴史』（河出書房新社、2007年）ISBN 4309224733